# Centro (San Sebastián)
Centro (Erdialdea en euskera) es uno de los 20 barrios o distritos en que se divide a efectos administrativos la ciudad de San Sebastián desde 2003.
Este barrio está limitado al Norte por el mar, al este por el Río Urumea, al Oeste por la Bahía de la Concha y las lomas del barrio de Ayete y al sur por el barrio de Amara Nuevo.

El distrito está compuesto a efectos oficiales por el Casco Histórico (popularmente conocido como la Parte Vieja), los Ensanches del siglo XIX (Ensanche Meridional o de Cortázar, Ensanche de San Martín, Ensanche Oriental, Ensanche de Amara,...) que constituyen lo que propiamente es conocido como el Centro, el Paseo de Miraconcha que bordea la Bahía de la Concha, el barrio de Amara Viejo y el cerro de San Bartolomé; áreas todas ellas edificadas, a los que se añaden el puerto, el Monte Urgull y la Isla de Santa Clara.

Centro desde el aire

Gran parte del barrio fue construido a partir de 1863, tras el derribo de las murallas defensivas. El diseño se debe al arquitecto Antonio Cortázar.
Centro es un barrio eminentemente de carácter terciario.

## Zonas
Según el Plan General de Ordenación Urbana el Centro de San Sebastián se dividiría en los siguientes barrios:
- Urgull-Santa Clara
- Puerto
- Parte Vieja
- Ensanche
- San Bartolomé
- Amara Viejo
- Paseo de Miraconcha
- Aldapeta
- San Roque

## Puerto
El puerto de San Sebastián está situado al este de la Parte Vieja y protegido por el Monte Urgull. Está dotado de dos dársenas, una pesquera y otra deportiva.

Vistas del centro de San Sebastián
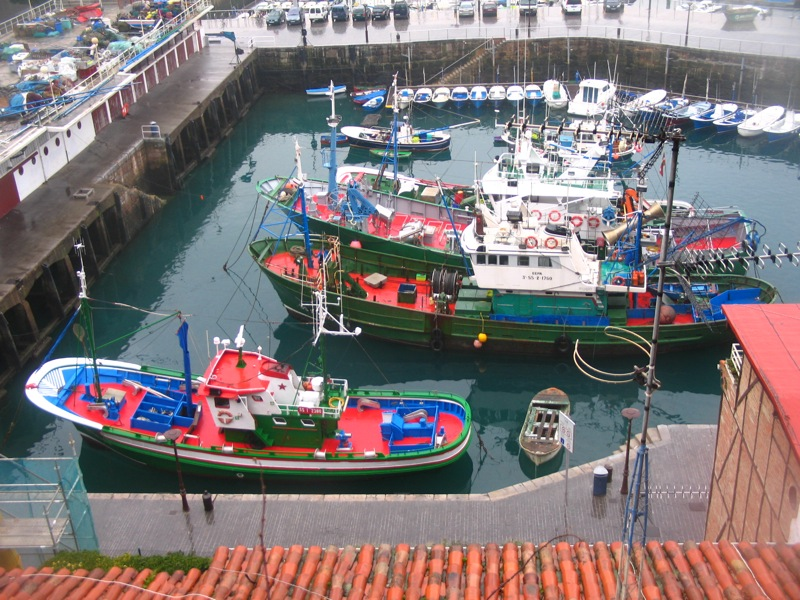
Pesqueros en el puerto
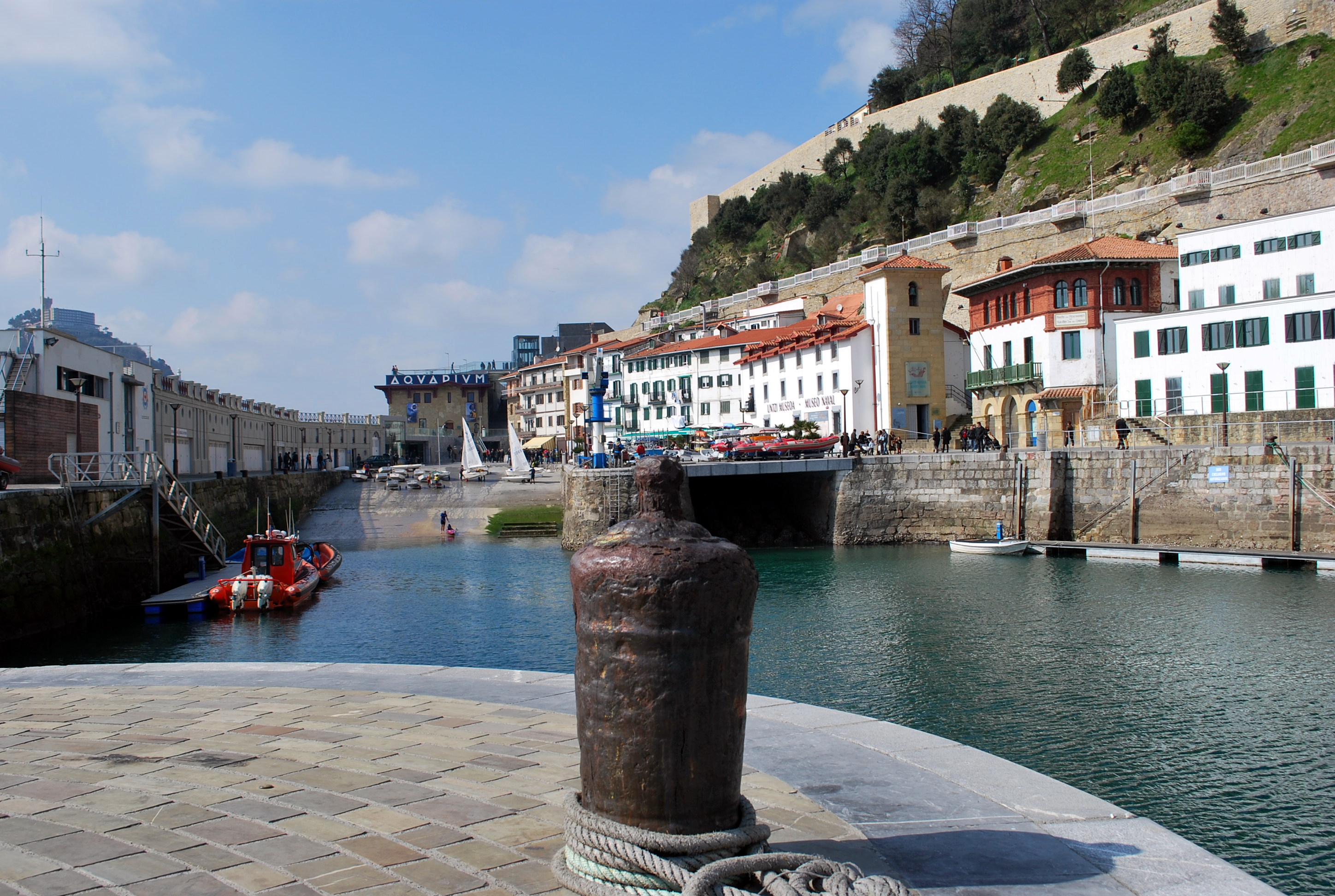
Aquarium y casas del puerto
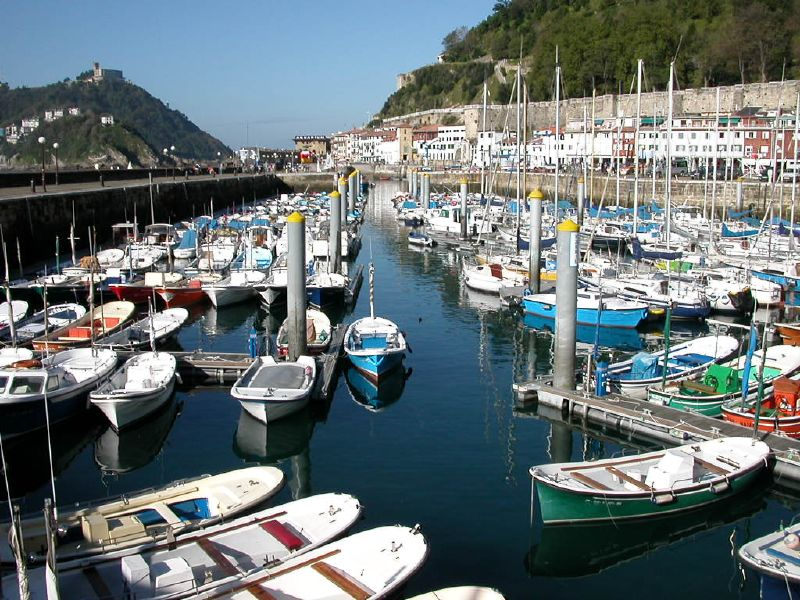
Embarcaciones del puerto

## Parte Vieja
La Parte Vieja (Parte Zaharra o Alde Zaharra en euskera) se corresponde con la antigua ciudad amurallada. Se encuentra ubicado a los pies del monte Urgull. Esta fue la San Sebastián urbana desde la fundación de la villa a finales del siglo XII hasta el derribo de las murallas en 1863. De las antiguas murallas persiste algún resto en la zona del puerto (incluyendo uno de los antiguos portales llamado Portaletas). Sin embargo el trazado del barrio es relativamente reciente ya que se remonta al primer tercio del siglo XIX. Esto se debe a que la ciudad fue casi totalmente destruido por el incendio y saqueo provocado por las tropas anglo-portuguesas durante la liberación de la ciudad el 31 de agosto de 1813, en las postrimerías de la Guerra de la Independencia. Del incendio se salvaron solo una manzana de casas en la calle de "la Trinidad" (más tarde rebautizada como 31 de agosto), donde se hospedaban los oficiales ingleses y portugueses; y los edificios religiosos que tenía entonces la ciudad; la basílica de Santa María del Coro (siglo XVIII), la iglesia de San Vicente (siglo XVI) y el convento de San Telmo (siglo XVI) (integrado actualmente dentro del Museo de San Telmo).
Destruida la ciudad, se reedifica en los 36 años siguiente, surgiendo así la actual Parte Vieja. El 22 de abril de 1863 se autoriza el derribo de las murallas según Real Orden en la que la ciudad deja de ser plaza de guerra. En este momento San Sebastián tenía unos 15.000 habitantes, de los cuales unos 10 000 vivían en el recinto amurallado de la Parte Vieja, de unas 10 hectáreas de superficie.

## Ensanche
En 1863 se convocó un Concurso de Proyectos de Ensanche para la ciudad, y dos años más tarde se inicia la construcción del entonces denominado Ensanche Meridional de San Sebastián, conforme al plan inicial del arquitecto municipal Antonio Cortázar.
La superficie del Ensanche y sus ampliaciones asciende a 70 hectáreas, de las cuales 31 eran propiedad de entidades públicas, 35 fueron ganadas a las marismas y arenales del Urumea, y 6 eran de propiedad particular.
El Ensanche se extiende por el istmo arenoso que une la Parte Vieja y el Monte Urgull con tierra firme. Está formado por una trama regular, de calles rectas, que forman una retícula cuadriculada, destacando en ella, la hoy llamada Avda. de la Libertad, con 35 metros de anchura. Esta expansión de la ciudad tiene un uso turístico y de esparcimiento en el Paseo de la Concha; residencial, administrativo y comercial en el resto. Con la construcción del Ensanche las clases más acomodadas se trasladaron a esta nueva parte de la ciudad quedando la Parte Vieja para las clases más humildes.
Lo que hoy constituye el centro se construye entre 1867 y 1910, quedando de esta forma todo el espacio ocupado. El centro de gravedad de la ciudad se desplaza desde la Plaza de Guipúzcoa hacia la Avda de la Libertad, que hoy constituye el eje del C.B.D., con un importante proceso de reconversión urbana, morfológica y funcional. Por otro lado, vemos que con el paso del tiempo la Parte Vieja queda relegada a una zona de esparcimiento y de pequeño comercio, al resultar su entramado urbano inadecuado para la moderna actividad comercial y el servicio de transportes.

## San Roque
Todo el barrio se encuentra ubicado en pendiente y está formado principalmente por una única calle, la calle de San Roque, que asciende en una pronunciada cuesta con numerosas curvas desde Amara Viejo hasta el barrio de Ayete. También se incluye como parte del barrio la calle del Alto de Amara que sale al inicio de la cuesta de San Roque y que ocupa la parte más cercana al barrio de Amara Viejo.
El vial de la calle San Roque se construyó justo después de la Guerra Civil uniendo la calle Amara con la finca de Arbaizenea. A esta finca se podía acceder con anterioridad desde Lazcano en el barrio de Ayete. De esta manera quedó unido por carretera el barrio de Amara con la Cumbre de Ayete. En la década de 1940 el ayuntamiento construyó casas para los empleados municipales a lo largo de esta subida. Son pequeños edificios de pocos pisos de altura. Así quedó configurado este barrio. Buena parte de los edificios datan de esta época coexistiendo otros edificios renovados y/o más recientes.
El nombre del barrio y de la calle proviene del nombre popular que tenía con anterioridad el alto del monte donde se ubica. Se oficializó en 1950.